# 道央信用金庫
道央信用金庫（どうおうしんようきんこ）は、北海道札幌市中央区に本店を置いていた、かつて存在した信用金庫。

## 沿革
- 札幌商工信用組合として、発足
- 1951年9月、道央信用金庫に名称変更
- 2001年10月9日、北海信用金庫と夕張信用金庫の3金庫対等合併。存続金庫は北海信金（現北海道信用金庫）となり消滅。

## 備考
- 本店は、北海信金南3条支店として当初存続したが、店舗内店舗を経て2004年8月に札幌支店に統合され、店舗は存在しない。
- 西野支店は、北海信金平和支店と店舗名変更の上、翌年平和代理店に格下げされ2003年3月閉鎖された。現在の北海道信金西野支店は、北海信金が1976年に出店したものを新装したもの。
- 上記以外の店舗は、清田・白石・中央市場・豊平・白楊・花川・東札幌・東苗穂の各支店として同地で北海信金の同名店舗として札幌信用金庫・小樽信用金庫との合併まで存続していた。